# Madame et Ève
Madame et Ève (en anglais : Madam & Eve) est une bande dessinée quotidienne venant d'Afrique du Sud. Ses auteurs sont Stephen Francis, Rico Schacherl et Harry Dugmore. Elle est selon le site officiel publiée dans 13 quotidiens sud-africains et revendique 4 millions de lecteurs. La série a été publiée pour la première fois en juillet 1992, en noir et blanc.

## Description
Madame et Ève est une série satirique centrée sur la relation entre Gwen Anderson (« Madame »), une femme blanche de la classe moyenne et Ève Sisulu, sa femme de ménage noire; relation souvent orageuse mais non dénuée d'affection sous-jacente. À travers ces deux femmes très différentes, les auteurs examinent et satirisent différents aspects de la vie quotidienne dans l'Afrique du Sud post-Apartheid.

## Albums
La série a été adaptée en français aux éditions Vents d'Ouest. Six tomes sont parus :
- 1. Enfin libres !, novembre 1997 (ISBN 2-86967-676-X)
- 2. Votez Madame & Ève, avril 1998 (ISBN 2-86967-695-6)
- 3. La coupe est pleine, janvier 1999 (ISBN 2-86967-775-8)
- 4. Remue-ménage à deux, septembre 1999 (ISBN 2-86967-826-6)
- 5. Madame et Ève en voient de toutes les couleurs, janvier 2000 (ISBN 2-86967-873-8)
- 6. Madame vient de Mars et Ève vient de Vénus, février 2000 (ISBN 2-86967-915-7)